# Uilleann pipes
A gaita irlandesa (uilleann pipes ou píobaí uillinneacha) é uma das gaitas de fole mais famosas. É mais famosa pelo seu som de timbre suave do que pela sua aparência. Aparece em diversas trilhas sonoras de filmes famosos, além de participar em inúmeros grupos de música folk. O fabrico e uso deste instrumento encontra-se incluído na lista representativa do Património Cultural Imaterial da Humanidade da UNESCO desde 2017.

## História
Apesar de, durante o século XX, ter se consolidado como instrumento símbolo da Irlanda, a gaita irlandesa não foi a primeira gaita-de-fole oriunda daquele país. Exemplos anteriores de cornamusas similares à Irish Warpipes, um modelo semelhante à gaita das Highlands, eram já comuns. Seguindo a tendência de gaitas de ar-frio, criadas sob a influência do período barroco como as musettes francesas, a uilleann surgiu provavelmente no primeiro quartel do século XVIII. Baseou-se em modelos como a antiga pastoral pipes e alguma musette francesa ao estilo da mussete de Cour.
Apresentando pouquíssima variação estrutural desde então, essa gaita sofreu uma queda de sua popularidade em inícios do século XX, para logo em seguida retomar o gosto por parte do público.

### Etimologia
O termo uilleann significa “cotovelo” (uillin) no caso genitivo do gaélico irlandês. Em irlandês, o instrumento é chamado de píb uilleann: literalmente traduzido para “gaita do cotovelo”. 
Entretanto, o primeiro nome registrado do instrumento é “Union Pipes”, literalmente “gaitas da União”. Pensava-se que fazia referência ao Ato de União de 1800, porém o nome Union Pipes já era utilizado desde a metade do século XXVIII, isso é, antes que o Ato ocorresse. A hipótese mais provável é de que o nome do instrumento fizesse referência à união de bordões, reguladores e fole mecânico a uma gaita-de-fole. De qualquer maneira, o termo union pipes caiu rapidamente em desuso em detrimento do surgimento do termo uilleann pipes.
De acordo com Henry Grattan Flood, estudioso da música irlandesa, o termo uilleann derivaria da palavra irlandesa para elbow: uillin (cotovelo). Como argumento, cita um trecho da peça O Mercador de Veneza, de Shakespeare, em que a expressão woolen pipes aparece (ato IV, seção I, linha 55). Foi demonstrado por Breandán Breathnach, contudo, que seria difícil explicar a anglicização do termo uillin para woollen antes do século XVI (quando essa gaita ainda não existia como tal) e depois sua adaptação para union dois séculos depois.¹

## Morfologia
O ponteiro da gaita irlandesa é fruto de um requintado projeto de engenharia, tornando esse um dos mais sofisticados ponteiros cônicos. Atinge duas oitavas cromáticas, algo que apenas a gaita da Nortúmbria é capaz, aumentando a pressão do ar e uma combinação específica de digitação. Sua qualidade única, contudo, é permitir a execução de staccatos, interrupção do som, abafando sua campânula contra a perna -- isso faz da uilleann uma das poucas gaitas de fole capazes de interromper o som de seu ponteiro com o fole a funcionar.
Esta gaita apresenta até três bordões, sendo estes divididos em um baixo, duas oitavas abaixo da nota tonal do ponteiro, um barítono, uma oitava abaixo, e um tenor, afinado na mesma nota tonal do ponteiro e sendo assim o mais alto dos bordões. Eles são conectados a um soquete comum, o qual possui uma chave que permite seu desligamento. Diferentemente da maioria das gaitas-de-fole, cujos bordões são acomodados no ombro esquerdo ou sobre o braço direito, os bordões da uilleann são deixados sobre a perna direita, a qual permanece levemente esticada.
Junto aos bordões, podem ser adicionados até três reguladores ao mesmo soquete comum. São como ponteiros fechados, dotados de chaves de metal que, quando pressionadas, produzem harmônicos. Como os bordões, os reguladores subdividem-se em baixo, barítono e tenor, sendo que o baixo possui cinco chaves enquanto os dois outros apenas quatro. Como as mãos do instrumentista estão ocupadas dedilhando o ponteiro, os reguladores são tocados pelo pulso direito.
A quantidade de bordões e reguladores varia de acordo com a configuração da gaita, a qual pode ser arranjada em até quatro configurações ou sets: o set de treino (practice set), o meio set (half set), o set em ¾ (¾ set) e o set completo (full set).
Seguindo a estética de outras gaitas-de-fole britânicas, a uilleann pipe costuma ser construída com jacarandá-africano, com anéis em marfim (ou metacrilato simulando marfim) e peças de metal em cobre. Contudo é possível encontrar gaitas em jacarandá-da-bahia, cocobolo, buxo e cerejeira.

## Apresentações do instrumento

### Set de treino
Também chamado de set em ¼, é a configuração básica da gaita irlandesa. O practice set é utilizado tanto por novatos quanto por gaiteiros experientes, ao aprenderem novas músicas ou para praticar movimentos. O set é composto pelos itens essenciais da uilleann: o fole mecânico, a bolsa e o ponteiro. Sua principal função é ajudar o gaiteiro a se concentrar nas tarefas fundamentais do instrumento: o insuflamento da bolsa, o controle da pressão de ar e a digitação.

### Meio set
Adicionando-se os três bordões, tem-se a configuração intermediária da uilleann, o half set. Ao passo que o instrumento torna-se mais versátil, pelo incremento da nota pedal dos bordões, nota-se a necessidade de insuflar com mais ar a bolsa, haja vista uma maior saída de vento.

### Set em ¾

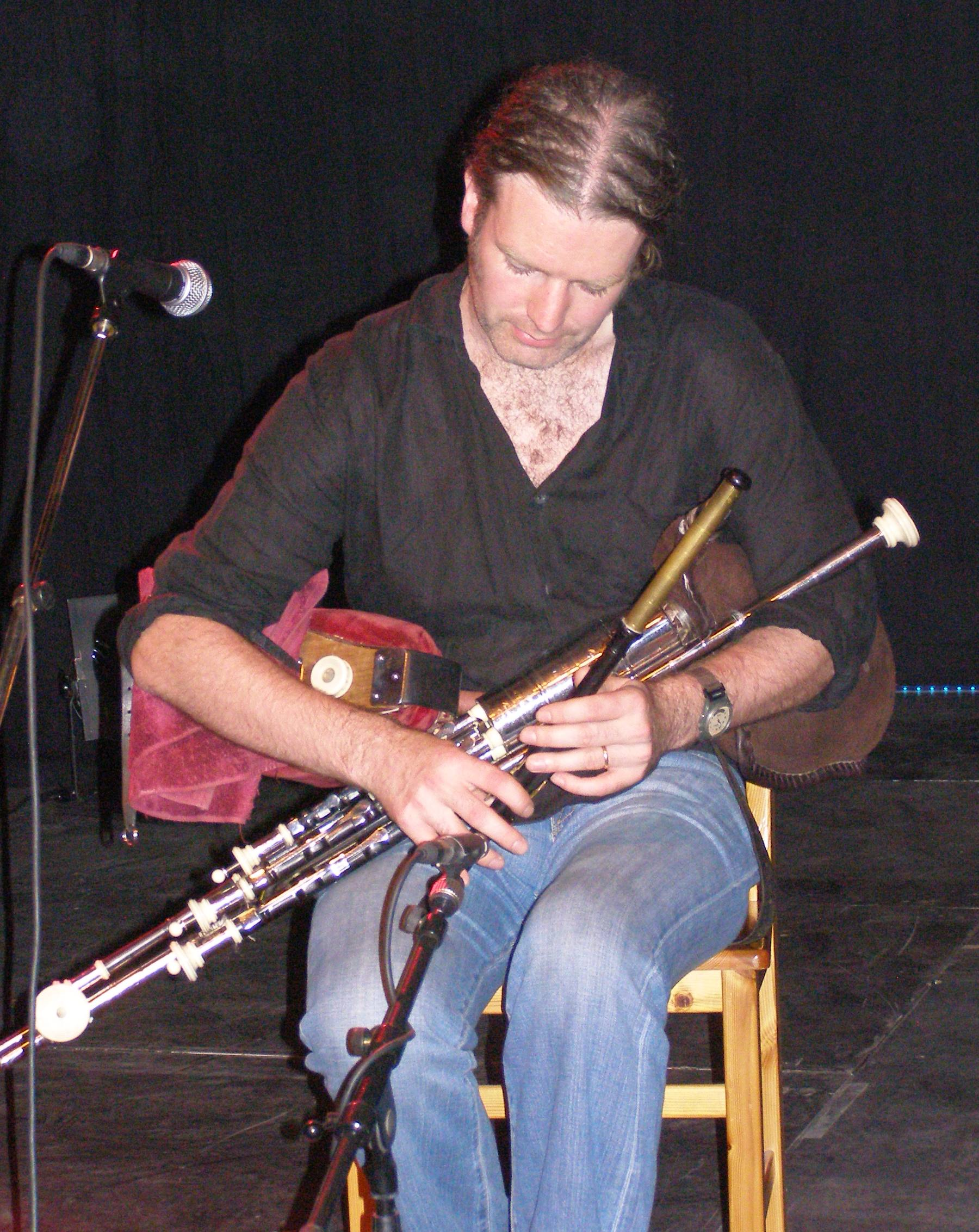
Cillian Vallely com um set completo de uma gaita irlanesa.

Com apenas dois dos três reguladores, somados aos três bordões, o ¾ set tem por objetivo acostumar o instrumentista às complicadas chaves que devem ser tocadas com o pulso direito. Tendo à sua disposição os reguladores tenor e barítono, é possível tocar praticamente qualquer repertório para o instrumento com esta configuração. De fato, a maioria dos músicos profissionais costumam utilizar este e não o set completo, muito mais complicado.

### Set completo
Como o próprio nome diz, o full set apresenta a gaita irlandesa em seu máximo, com todos os reguladores e bordões a soar enquanto o músico dedilha o ponteiro.